# صندوق احتياطي الأجيال القادمة
صندوق احتياطي الاجيال القادمة، صندوق ثروة سيادي كويتي، عد في عام 2023 خامس أكبر صندوق ثروة سيادي في العالم و الثاني عربياً بأصول قدرت قيمتها بنحو 923 مليار دولار أمريكي. تديره الهيئة العامة للاستثمار. أسس في عام 1976، حيث أودعت فيه حينئذ نصف أموال صندوق الاحتياطي العام، وتقرر أن يودع فيه سنويًا ما لا يقل عن عشرة في المئة من إجمالي إيرادات الدولة سنويًا ولكن في عام 2020 توقف استقطاع 10% من ايرادات الدولة لصالح الصندوق بسبب ظروف كورونا، تشهد استثمارات صندوق الأجيال القادمة في الكويت تنوعا كبيرا وانتشارا جغرافيا واسع النطاق، إذ تتوزع على حوالي 230 ألف شركة في الأسواق العالمية وتستهدف تحقيق أفضل العوائد المتاحة وفق أدنى درجات المخاطر. ويتكون صندوق الأجيال القادمة من استثمارات تتم خارج الكويت على أساس استراتيجية معتمدة لتوزيع الأصول في فئات أصول مختلفة، تتراوح بين أصول تقليدية كالأسهم والسندات وبدائل كالملكية الخاصة، والعقارات، والبنية التحتية وتحكم صندوق الأجيال القادمة استراتيجية استثمار، معتمدة من مجلس إدارة الهيئة العامة للاستثمار، تحدد الخطوط العريضة للمبادئ التوجيهية في توازٍ مع أهداف الصندوق المتعلّقة بالمخاطر والعوائد، تدار أصوله من مكاتب الهيئة في الكويت ولندن وفقاً لتوزيع المهام الذي اعتمده مجلس إدارة الهيئة إن أي سحوبات مالية من صندوق الأجيال القادمة تتطلب إصدار تشريع خاص يجيز هذا السحب. وإن جميع إيرادات الصندوق يعاد استثمارها بحسب القانون.

## قرض التحرير وإعادة الإعمار
كشفت «هيئة الاستثمار» ان الغزو العراقي الغاشم على الكويت تسبب في الحاجة الاضطرارية الشديدة للسحب من احتياطي الأجيال القادمة، وذلك بسبب شح الموارد النقدية في صندوق الاحتياطي العام وكثرة احتياجات الحكومة لتحرير الكويت من هذا الغزو (2/8/1990)، وكذلك تمويل عجز الميزانية للسنوات فيما بعد تحرير البلاد، حيث قامت الهيئة العامة للاستثمار بتسجيل جميع هذه المبالغ كقرض بين الاحتياطيان وقد أطلق عليه خلال هذه الفترة «قرض التحرير وإعادة الإعمار» والذي بموجب حركته تم سداد جميع المبالغ التي ساهم فيها صندوق الأجيال القادمة لإعادة بناء وتحرير الدولة والنهوض بوضعها الاقتصادي، وقد كان لارتفاع أسعار النفط سبب رئيسي في مقدرة الاحتياطي العام، وقد كان آخر سداد لهذه المبالغ بتاريخ 18/9/2007 ولقد كانت بمبلغ إجمالي قدره 25.5 مليار دينار.